# Mesosella simiola
Mesosella simiola là một loài bọ cánh cứng trong họ Cerambycidae.